# Mr. Iglesias
Mr. Iglesias este un serial de televiziune american, de comedie, care a avut premiera pe Netflix pe 21 iunie 2019. Rolul principal este interpretat de Gabriel Iglesias, care este și producător executiv al serialului alături de Kevin Hench, Joe Meloche și Ron DeBlasio.

## Distribuție
- Gabriel "Fluffy" Iglesias ca Gabe Iglesias
- Sherri Shepherd ca Paula Madison
- Jacob Vargas ca Tony Ochoa
- Maggie Geha ca Abigail "Abby" Spencer
- Richard Gant ca Ray Hayward
- Cree Cicchino ca Marisol Fuentes
- Fabrizio Guido ca Mikey Gutierrez
- Tucker Albrizzi ca Walter "Walt" Dobbs
- Oscar Nunez ca Carlos Hernandez
- Coy Stewart ca Lorenzo Webber
- Gloria Aung ca Grace Li
- Bentley Green ca Rakeem Rozier (sezonul 1)
- Kathryn Feeney ca Katie
- Christopher McDonald ca Coach Dixon
- Chris Garcia ca  Mr. Gomez
- Jesus Trejo ca Mr. Trujillo
- Brooke Sorenson ca Whitney (sezonul 2)
- Elora Casados ca Jackie (sezonul 2)
- Megyn Price ca Jessica Dobbs
- Ron Pearson ca Janitor Jim
- Joel McHale ca Danny
- Maria Quezada ca Rita Perez
- Jo Koy ca Bob
- Franco Escamilla ca Joaquin Fuentes (sezonul 2)